# Glena nigricaria
Glena nigricaria là một loài bướm đêm trong họ Geometridae.